# Saulchery
Saulchery és un municipi francès situat al departament de l'Aisne i a la regió dels Alts de França. L'any 2007 tenia 672 habitants.

## Demografia

### Població
El 2007 la població de fet de Saulchery era de 672 persones. Hi havia 274 famílies de les quals 64 eren unipersonals (48 homes vivint sols i 16 dones vivint soles), 97 parelles sense fills, 97 parelles amb fills i 16 famílies monoparentals amb fills.
La població ha evolucionat segons el següent gràfic:
Habitants censats

### Habitatges
El 2007 hi havia 346 habitatges, 278 eren l'habitatge principal de la família, 19 eren segones residències i 49 estaven desocupats. 316 eren cases i 28 eren apartaments. Dels 278 habitatges principals, 226 estaven ocupats pels seus propietaris, 39 estaven llogats i ocupats pels llogaters i 12 estaven cedits a títol gratuït; 18 tenien dues cambres, 72 en tenien tres, 67 en tenien quatre i 121 en tenien cinc o més. 197 habitatges disposaven pel capbaix d'una plaça de pàrquing. A 136 habitatges hi havia un automòbil i a 102 n'hi havia dos o més.

### Piràmide de població
La piràmide de població per edats i sexe el 2009 era:
| Homes | Edats   | Dones |
| ----- | ------- | ----- |
| 0     | 95 o +  | 0     |
| 4     | 90 a 94 | 4     |
| 8     | 85 a 89 | 8     |
| 4     | 80 a 84 | 16    |
| 16    | 75 a 79 | 32    |
| 8     | 70 a 74 | 0     |
| 16    | 65 a 69 | 16    |
| 12    | 60 a 64 | 24    |
| 24    | 55 a 59 | 8     |
| 16    | 50 a 54 | 8     |
| 12    | 45 a 49 | 24    |
| 16    | 40 a 44 | 20    |
| 28    | 35 a 39 | 24    |
| 36    | 30 a 34 | 32    |
| 16    | 25 a 29 | 16    |
| 4     | 20 a 24 | 8     |
| 16    | 15 a 19 | 16    |
| 16    | 10 a 14 | 20    |
| 16    | 5 a 9   | 36    |
| 32    | 0 a 4   | 20    |

## Economia
El 2007 la població en edat de treballar era de 414 persones, 308 eren actives i 106 eren inactives. De les 308 persones actives 282 estaven ocupades (146 homes i 136 dones) i 26 estaven aturades (11 homes i 15 dones). De les 106 persones inactives 39 estaven jubilades, 36 estaven estudiant i 31 estaven classificades com a «altres inactius».

### Ingressos
El 2009 a Saulchery hi havia 280 unitats fiscals que integraven 693 persones, la mediana anual d'ingressos fiscals per persona era de 19.275 €.

### Activitats econòmiques
Dels 13 establiments que hi havia el 2007, 8 eren d'empreses de construcció, 1 d'una empresa de comerç i reparació d'automòbils, 1 d'una empresa d'hostatgeria i restauració, 1 d'una empresa de serveis, 1 d'una entitat de l'administració pública i 1 d'una empresa classificada com a «altres activitats de serveis».
Dels 8 establiments de servei als particulars que hi havia el 2009, 1 era un paleta, 1 guixaire pintor, 1 fusteria, 1 lampisteria, 2 electricistes, 1 perruqueria i 1 restaurant.
L'any 2000 a Saulchery hi havia 36 explotacions agrícoles que ocupaven un total de 125 hectàrees.

## Equipaments sanitaris i escolars
El 2009 hi havia una escola elemental.

## Poblacions més properes
El següent diagrama mostra les poblacions més properes.